# Flugzeugkollision von Überlingen
Die Flugzeugkollision von Überlingen war der Zusammenstoß zwischen DHL-Flug 611 und Bashkirian-Airlines-Flug 2937 über Owingen bei Überlingen am Abend des 1. Juli 2002. Der Flugunfall ist mit 71 Opfern, davon 49 Kindern, der bisher folgenschwerste Flugunfall in der Bundesrepublik Deutschland. Der Unfall zog zahlreiche Diskussionen rund um die Flugsicherung und verschiedene Flugsicherungssysteme nach sich.

## Verlauf

### Flugverlauf vor dem Unfall

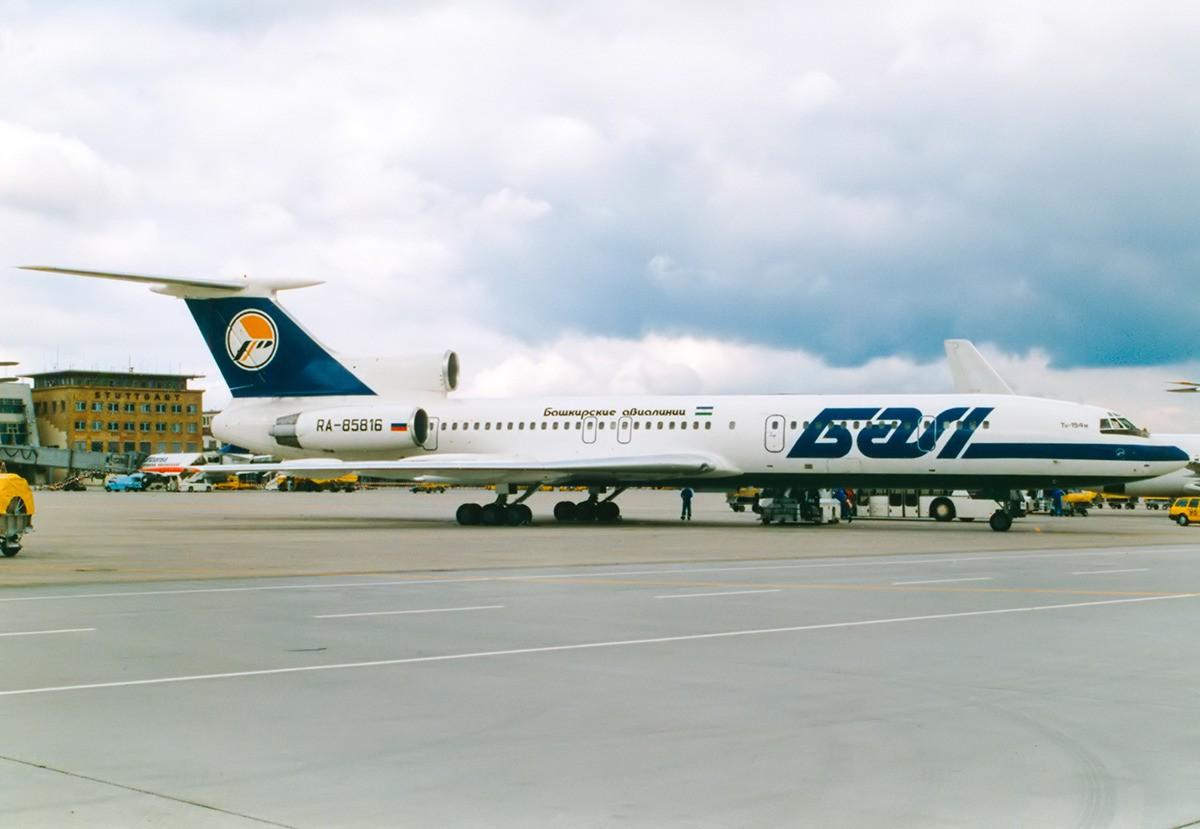
Die bei dem Unfall zerstörte Tupolew Tu-154 1997 in Stuttgart

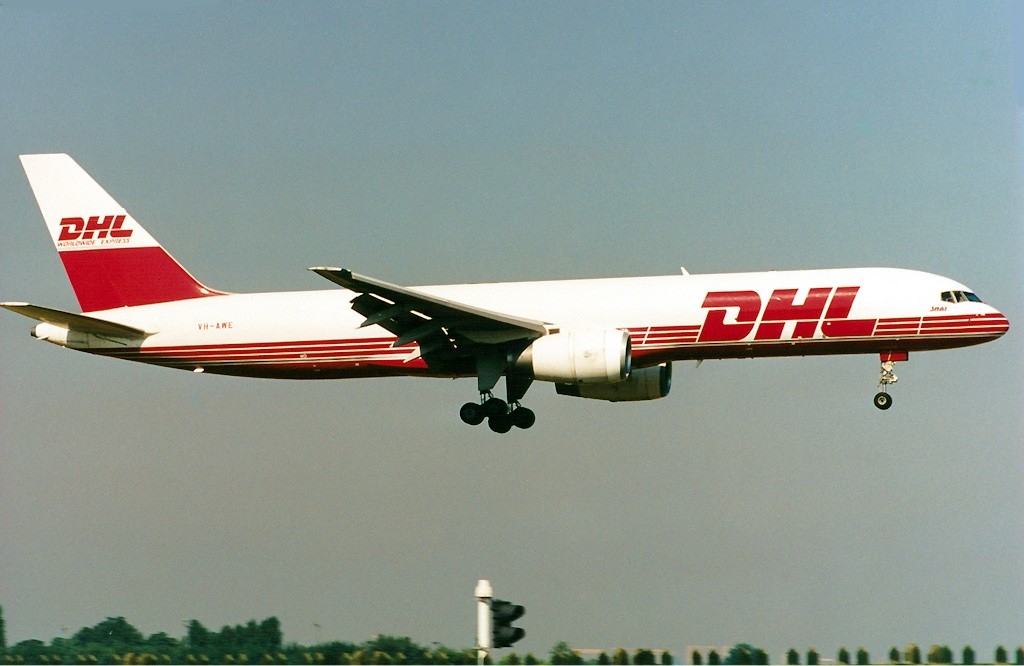
Die Boeing 757 mit dem Kennzeichen A9C-DHL, 1996

Bashkirian-Airlines-Flug 2937 startete am 1. Juli 2002 gegen 21 Uhr (MESZ) am Flughafen Moskau-Domodedowo mit einer russischen Tupolew Tu-154M der Bashkirian Airlines. An Bord der Maschine befanden sich 69 Menschen, der Großteil davon Schulkinder im Alter zwischen 8 und 16 Jahren aus Ufa in der russischen Republik Baschkortostan. Ziel des Charterfluges war Barcelona. Die Reise sollte eine Belohnung für die größtenteils hochbegabten Schüler wegen guter Leistungen in der Schule sein und wurde von einem lokalen baschkirischen Komitee für die UNESCO organisiert. Der Abflug hätte eigentlich am Vortag stattfinden sollen. Da sich der für den Bustransfer der Kinder zuständige Fahrer in Moskau verfahren hatte, wurde der Flug verpasst und dann auf den nächsten Tag umgebucht. Gesteuert wurde das Flugzeug von dem Flugkapitän Alexander Gross, der bereits 12.000 Flugstunden absolviert hatte. Kopilot war Murat Itkulow.
Kurz nach 23 Uhr desselben Abends hob DHL-Flug 611, ein Frachtflug mit einer Maschine vom Typ Boeing 757-200 der Logistikgesellschaft DHL, vom italienischen Flughafen Bergamo ab. Ziel des Flugs war die belgische Hauptstadt Brüssel. Kapitän war der Brite Paul Phillips, der seit 1989 bei DHL beschäftigt war und allein im Dienste dieses Unternehmens 10.000 Stunden Flugerfahrung hatte. Kopilot war Brent Campioni aus Kanada.
Die Kreuzung der beiden Flugrouten wurde von der Flugsicherung nicht ausdrücklich vermerkt und hätte für einen Bereich über dem Bodensee geplant werden müssen.
Gegen 23:20 Uhr meldete sich der Kapitän des DHL-Flugs 611 Paul Phillips bei der für den süddeutschen Luftraum zuständigen Bezirkskontrollstelle an, dem von der schweizerischen Flugsicherungsorganisation Skyguide betriebenen Area Control Centre (ACC) Zürich. Der verantwortliche Fluglotse Peter Nielsen wies Phillips daraufhin an, die Flughöhe von der momentanen Flugfläche 260 auf Flugfläche 320 zu erhöhen. Phillips bat zwecks Treibstoffeinsparung um die Erlaubnis, auf Flugfläche 360 (ca. 11.000 Meter) weiterzusteigen. Die Erlaubnis wurde von Nielsen erteilt, woraufhin die Boeing um 23:29:50 Uhr die gewünschte Flughöhe erreichte. Auch die Flughöhe der aus Russland kommenden Tupolew, die sich um 23:30 Uhr bei Skyguide anmeldete, betrug Flugfläche 360.

### Unfallgeschehen
Um 23:30 Uhr gaben die Piloten der Tupolew nochmals die Flugdaten inklusive Flughöhe durch. Der verantwortliche Fluglotse bei Skyguide, Peter Nielsen, bestätigte die Flugdaten. Er wies jedoch weder der Boeing noch der Tupolew eine andere Flughöhe zu, sodass sich beide Flugzeuge weiterhin auf gleicher Höhe befanden.
Um 23:34:42 Uhr meldete das Kollisionswarnsystem TCAS in beiden Cockpits akustisch die Unterschreitung des Sicherheitsabstandes. Gleichzeitig erkannte Fluglotse Peter Nielsen auf seinem Radarschirm die gefährliche Situation. Er wies die Tupolew sieben Sekunden nach dem Auslösen des TCAS Traffic Advisory – der Hinweis des Kollisionswarnsystems auf eine drohende Konfliktsituation – um 23:34:49 Uhr an, umgehend auf Flugfläche 350 zu sinken. Die Tupolew-Besatzung bestätigte dies nicht, diskutierte die Anweisung kurz unter sich und kam schließlich der Aufforderung des Fluglotsen nach. Gleichzeitig hatte TCAS ein Resolution Advisory für ein Ausweichmanöver errechnet und wies die Tupolew an, in den Steigflug zu gehen, während es die Besatzung der Boeing anwies, zu sinken. Dies führte zu kurzer Irritation der Tupolew-Besatzung, die den Widerspruch bemerkt hatte. Ein Pilot: „es [TCAS] sagt ‚steigen‘!“ – Kopilot: „er [Lotse] schickt uns runter‘!“ – First Officer: „… sinken?“ Einer der Flugzeugführer entschied sich, den Sinkflug fortzusetzen. Der Fluglotse meldete sich um 23:35:03 Uhr erneut und forderte die Tupolew nochmals auf, auf Flugfläche 350 zu sinken. Dies wurde von der Mannschaft sofort bestätigt. Damit sah der Fluglotse die Situation als entschärft an.
Der Kapitän der Boeing, Paul Phillips, folgte den Empfehlungen seines TCAS und leitete um 23:35:10 Uhr einen Sinkflug ein. Aufgrund der Anweisung des Fluglotsen an die Tupolew zum Sinkflug und der Nichtbefolgung der TCAS-Anweisung zum Steigflug durch die Tupolew-Besatzung waren nun beide Flugzeuge gleichermaßen im Sinkflug. Um 23:35:13 Uhr sprach Peter Nielsen ein letztes Mal mit der Tupolew-Crew. Er warnte irrtümlich vor Konfliktverkehr auf 2 Uhr in Flugfläche 360. Die Meldung der Boeing-Crew, dass man aufgrund des eigenen TCAS-Kommandos in den Sinkflug gehe, wurde am Boden nicht registriert. Der Kapitän der Tupolew, Gross, suchte offenbar in der falschen Richtung nach dem anderen Flugzeug und meinte, es sei über ihm. Etwa neun Sekunden vor der Kollision fragte er seinen Kopiloten: „Wo ist es [das andere Flugzeug]?“ Dieser antwortete: „Hier, links.“ Zwei Sekunden vor der Kollision versuchte Gross noch, die Tupolew stark abzusenken, und die Steuersäule der Boeing wurde bis zum Anschlag nach vorn gedrückt, um schneller zu sinken.
Um 23:35:32 Uhr kam es in 34.890 ft (etwa 10.630 Meter) Flughöhe dann zur Kollision: Nach zwei vorherigen Änderungen des Kurses um insgesamt 20° befand sich die Tupolew zuletzt mit Kurs West 274° knapp oberhalb der Flughöhe der Boeing, die mit 004° einen fast genauen Nordkurs flog. Bei der Kollision durchtrennte das Seitenleitwerk der Boeing den Rumpf der Tupolew kurz vor den Tragflächen, die sich daraufhin vom restlichen (hinteren) Teil des Rumpfes mit den drei Triebwerken lösten. Über zwei Kilometer verstreut gingen diese Trümmer zusammen mit dem vorderen Rumpfabschnitt auf einem nördlich von Überlingen gelegenen Gebiet nieder. Die ohne das Seitenleitwerk steuerlos gewordene Boeing stürzte acht Kilometer weiter nördlich über der Gemeinde Owingen ab. Die Trümmer fielen größtenteils auf unbewohntes Gebiet und trafen weder Menschen am Boden noch richteten sie dort größeren Sachschaden an.

## Rettungs- und Bergungsmaßnahmen nach der Kollision
Um 23:39 Uhr wurde die Integrierte Leitstelle Bodensee in Friedrichshafen über verschiedene Kleinbrände zwischen Überlingen und Owingen verständigt. Erste Rettungsfahrzeuge der Freiwilligen Feuerwehr Owingen rückten noch vor einer Alarmierung aus, nur kurze Zeit später gefolgt von verschiedenen Löschzügen der Freiwilligen Feuerwehren aus Owingen und Überlingen. Anschließend wurden alle Feuerwehren aus dem umliegenden Gebiet und den angrenzenden Landkreisen alarmiert.
Um 23:47 Uhr gingen bei der Leitstelle die ersten Hinweise auf einen Flugzeugabsturz und brennende Wrackteile ein. Daraufhin alarmierte die Rettungsleitstelle zwei Rettungshubschrauber sowie zehn Rettungswagen, zwei Rettungshundestaffeln und weitere Löschzüge. Um 0:25 Uhr wurde die Technische Einsatzleitung alarmiert, die sich daraufhin in Überlingen einrichtete. Die vordringlichste Aufgabe der Feuerwehren bestand darin, die zahlreichen brennenden Trümmer zu löschen. In Taisersdorf wurde durch den Aufprall des brennenden Wracks der Boeing ein Waldbrand ausgelöst.
Nachdem der Großteil der Brände unter Kontrolle gebracht worden war, begannen die Einsatzkräfte in der Dunkelheit eventuelle Überlebende zu suchen. Die Trümmer der Maschine waren über etwa 30 Quadratkilometer verbreitet. Für die Suche wurden vier weitere Rettungshubschrauber, zwei davon aus der benachbarten Schweiz, sowie ein Großraumrettungshubschrauber der Bundeswehr aus Laupheim eingesetzt. Insgesamt waren mehrere hundert Helfer der unterschiedlichsten Hilfseinrichtungen im Einsatz. Gegen 1:45 Uhr wurden die ersten acht Todesopfer geborgen. Um 2:12 Uhr wurde eine Bootsstaffel zur Wasserrettung auf dem Bodensee durch die Deutsche Lebens-Rettungs-Gesellschaft ausgesandt.
Nach Mitternacht konnte eine spezialisierte Einheit der Feuerwehr 3500 Liter Kerosin aus einer der Tragflächen der Tupolew pumpen. Die gezielte Bergung der Todesopfer begann am 3. Juli. Hierzu zerlegte das Technische Hilfswerk unter Aufsicht der Bundesstelle für Flugunfalluntersuchung das Wrack des Rumpfes der Tupolew sowie des Cockpits mit Trennschleifern und Rettungsscheren. Am 6. Juli konnte schließlich die Bergung der letzten 29, teilweise stark verstümmelten Leichen, darunter die fünf Mitglieder der Cockpitbesatzung, an der Absturzstelle des Flugzeugrumpfes durch die Tatortgruppe des Bundeskriminalamtes erfolgen. Die Leichen wurden in den Goldbacher Stollen transportiert, um den Verwesungsprozess zu verlangsamen. Anhand von Kleidungsstücken und mit Hilfe von DNA-Abgleichen konnten alle Leichen durch die Identifizierungskommission des Bundeskriminalamtes identifiziert werden. Am 8. Juli wurde der Großeinsatz für beendet erklärt.

## Flugunfalluntersuchung
Die Bundesstelle für Flugunfalluntersuchung (BFU) aus Braunschweig fertigt zu jedem Zwischenfall in der zivilen Luftfahrt im deutschen Luftraum einen Untersuchungsbericht an. Sie verweist in ihrem Untersuchungsbericht vom 19. Mai 2004 auf verschiedene strukturelle Fehler, die den Unfall unmittelbar begünstigten. Neben technischen Mängeln nennt der Untersuchungsbericht menschliche Fehler bei dem Betreiber der Zürcher Flugsicherung, Skyguide, und in der russischen Maschine. Skyguide hatte seit Jahren hingenommen, dass während der verkehrsarmen Nachtstunden nur ein einzelner Lotse Dienst tat. Die BFU sieht aber ausdrücklich von der Nennung eines Alleinschuldigen ab.

### Technischer Zustand der Flugzeuge
Die Untersuchungen der BFU ergaben, dass sich beide Flugzeuge in einwandfreiem technischen Zustand befanden und über ein identisches Kollisionswarnsystem verfügten, das einwandfrei funktionierte. Beide Cockpitbesatzungen konnten den unfallbezogenen Funkverkehr der Bodenkontrolle hören, da sie die entsprechende Frequenz an ihrem Funkgerät eingestellt hatten.

### Unterbesetzung der Überwachungsplätze und Ablenkung des Lotsen
Skyguide war am Abend des 1. Juli 2002 vorschriftsmäßig mit drei Personen besetzt worden, eine Person war nicht mit der operativen Flugüberwachung beschäftigt. Der zweite Lotse war zum Zeitpunkt der Ereignisse aufgrund einer Ruhepause nicht an seinem Arbeitsplatz, sodass der verbleibende Lotse beide Radarmonitore überwachen musste. Als der diensthabende Lotse Peter Nielsen seinen Kollegen in die Pause entließ, war beiden nicht bekannt, dass sie einen verspäteten Landeanflug eines Flugzeugs auf den Flughafen Friedrichshafen zu betreuen hatten. Durch die Betreuung dieses Anflugs war Nielsen abgelenkt, sodass er wahrscheinlich der Staffelung der beiden anderen Flüge nicht genug Beachtung schenkte. Außerdem musste Nielsen aufgrund dieses Landeanflugs immer wieder etwa zwei Meter zwischen zwei Radarschirmen hin- und herwechseln, um sowohl die Kreuzung der Boeing und Tupolew als auch die Landung in Friedrichshafen betreuen zu können. Wenn sich ein Lotse überbeansprucht fühlt und mehrere Lotsen im Raum sind, kann er im Normalfall seine Kollegen bitten, ihm behilflich zu sein. Der dienstleitende Fluglotse machte jedoch keinen anderen Lotsen auf seine Doppelbelastung aufmerksam.

„Zum Zeitpunkt des Ereignisses war nur ein Lotse im Kontrollraum des ACC Zürich. Er hatte gleichzeitig die Aufgaben des Planungs-Verkehrsleiters, des Radar-Verkehrsleiters und des Dienstleiters wahrzunehmen. Mit ihm im Kontrollraum war eine Controller-Assistentin. Ihre Aufgabe war es, den Lotsen bei Routine- und Koordinierungsaufgaben zu unterstützen; sie hatte keine Aufgaben und Berechtigungen im Rahmen der Verkehrsführung.“

Der Lotse hat infolge seiner Überlastung eine rechtzeitige Staffelung beider Flugzeuge unterlassen und infolge der schlechten Unterstützung durch Kollegen und Technik bis zuletzt die Gefährlichkeit der Situation verkannt. Dies wurde unter anderem auch daran festgemacht, dass er beim Erkennen der brenzligen Situation eine unpassende Wortwahl und einen auffallenden Tonfall an den Tag gelegt habe.

### Eingeschränkte Funktionsfähigkeit der Flugsicherungssysteme
Aufgrund von Wartungsarbeiten bei der Bodenkontrolle Zürich waren einige unterstützende Flugsicherungssysteme nicht verfügbar. Diese sind für einen sicheren Betrieb nicht zwingend notwendig, können aber dazu beitragen, Fehler rechtzeitig zu erkennen. Am Abend des Unfalls waren das bodengestützte Kollisionswarnsystem Short Term Conflict Alert (STCA), die automatische Korrelation von Flugplandaten mit den Radardaten sowie ein Entfernungsskalenstrich nicht verfügbar. Die Abwesenheit der Unterstützungssysteme wurde nicht durch andere Maßnahmen ausgeglichen. Zur Kompensation waren im Kontrollraum sowohl ein weiterer Lotse als auch ein Systemmanager anwesend und hätten den regulären Lotsen unterstützt, wenn er darum gebeten hätte; jedoch verkannte der dienstleitende Lotse Peter Nielsen entweder das Ausmaß seiner Arbeitsüberlastung, oder die Möglichkeit der Unterstützung war ihm nicht bekannt.
Das akustische STCA arbeitete gemäß einer anschließenden technischen Untersuchung einwandfrei und erteilte 32 Sekunden vor der Kollision eine akustische Warnung, die jedoch von keiner dort anwesenden Person gehört wurde; da dieses System jedoch von der Tagesschicht abgestellt wird und das Reaktivieren nicht protokolliert wird, ist unklar, ob es zur Zeit des Unfalls überhaupt gehört werden konnte. Zu dem Zeitpunkt des akustischen Hinweises hatte Nielsen die Tupolew bereits zum Sinkflug angewiesen. Die Warnung hätte somit nur die Dringlichkeit der Situation hervorheben können.

### Ausfall der Telefonanlage
Auch die Telefondirektleitungen der Bodenkontrolle Zürich zu den benachbarten Luftüberwachungszentren waren außer Betrieb, nachdem der Lotse nach anfänglichem Zögern Wartungsarbeiten an der Telefonanlage zugestimmt hatte, wobei er annehmen durfte, dass die Funktion der Telefonanlage hinreichend ersetzt würde; tatsächlich war das Ersatzsystem jedoch nicht einsatzbereit und die Wartungsarbeiten am Hauptsystem waren zur Zeit des Unfalls zwar beendet, ohne dass es jedoch für den Lotsen freigegeben worden war. Die Bezirkskontrollstelle für die Überwachung des oberen Luftraums, das Upper Area Control Center (UACC) Karlsruhe, hatte mehrfach vergeblich versucht, Zürich telefonisch auf die drohende Kollision hinzuweisen, durfte aber selbst nicht unmittelbar in das Geschehen eingreifen, zumal ein erfolgreiches Eingreifen in einer bereits derartig fortgeschrittenen Situation aus heutiger Sicht ausgeschlossen zu sein scheint.
Zudem war der Lotse abgelenkt durch mehrfache, aufgrund des defekten Ersatzsystems erfolglose Versuche, den Flughafen Friedrichshafen telefonisch zu erreichen anlässlich der bevorstehenden Landung der dritten Maschine.

### Fehler der Tupolew-Piloten
Die Nachuntersuchungen ergaben, dass die Besatzung der Tupolew den gültigen Anweisungen nicht gefolgt ist. Die Besatzung der Boeing wich mit einer Sinkrate von minimal 2400 ft/min von der empfohlenen Sinkrate von 2500–3000 ft/min ab. Die Besatzung der Tupolew passte ihre Sinkrate nicht der geforderten neuen Flughöhe an, sodass sich der Zusammenstoß 110 ft (etwa 33 m) unter der angeordneten Flughöhe mit einer Sinkrate von etwa 1900 ft/min ereignete.

### Kollisionswarnsystem
Beide Flugzeugbesatzungen erhielten 50 Sekunden vor dem Zusammenstoß von ihren TCAS die Warnung über Konfliktverkehr („Traffic, Traffic“). Sieben Sekunden später wies der Fluglotse Peter Nielsen die Besatzung der Tupolew an, in den Sinkflug bis auf Flugfläche 350 zu gehen. Im Gegensatz dazu forderte sieben Sekunden später das TCAS der Tupolew, einen Steigflug einzuleiten. Das Boeing-TCAS wiederum gab den Befehl zum Sinken aus. Die Mannschaft der Tupolew folgte jedoch der Anweisung des Fluglotsen und ging in den Sinkflug. Dieser Widerspruch und der damit entstandene Interpretationsspielraum für die Besatzung der Tupolew führten mit zur Kollision der Flugzeuge.

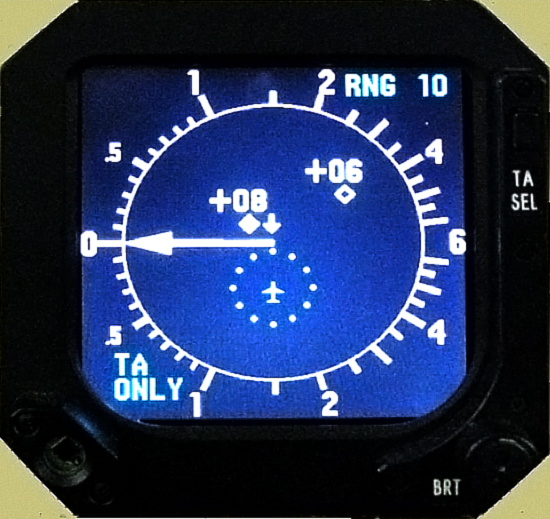
Eine TCAS-Anzeige

„Diese Systemphilosophie von TCAS sieht vor, dass man dem TCAS folgt und die Anordnung der Flugsicherung zweitrangig ist, in dem Falle also ignoriert werden muss.“

Luftverkehrsrechtlich war die Situation zum Zeitpunkt des Unfalls nicht zwingend geregelt. So gab es zwar mehrere Empfehlungen, TCAS Resolution Advisories eine höhere Priorität zuzuschreiben, keine davon hatte jedoch offiziellen Stellenwert.
Die Erklärung dafür, dass die russische Besatzung die gut verständliche TCAS-Anweisung ignoriert hat, könnte daran liegen, dass der Fluglotse gegenüber der Besatzung weisungsbefugt ist und es an Erfahrung mit dem TCAS-System mangelte.

Skizzierung der Besetzung der beiden Cockpits; PIC bezeichnet die Sitzposition des Verantwortlichen Luftfahrzeugführers

Allerdings kommt ein weiterer Faktor zum Tragen: Laut TCAS-Benutzerhandbuch sind Flugmanöver, die dem TCAS-Manöver entgegengesetzt sind, verboten. Im Flugbetriebshandbuch (Flight Operations Manual, FOM) der Bashkirian Airlines hingegen steht, dass die Anweisungen der Flugsicherungen das wichtigste Mittel zur Vermeidung von Kollisionen sei – eine eventuelle gleichzeitige TCAS Resolution Advisory bleibt bei diesen Erläuterungen völlig unberücksichtigt.
Während der fliegende Pilot (auch: Pilot Flying) bei einer TCAS Resolution Advisory entsprechende Flugmanöver einleitet, nimmt der assistierende Pilot (auch: Pilot Monitoring) sofort Kontakt zur Flugsicherung auf und informiert sie, dass die Maschine aufgrund einer TCAS-Anweisung von der durch die Flugsicherung angeordneten Flugfläche abweicht. Erst um 23:35:19 Uhr, und damit nur 13 Sekunden vor der Kollision respektive 23 Sekunden nach dem TCAS Resolution Advisory, gab die Besatzung der Boeing diese Meldung ab. Die BFU hält diese Reaktionszeit entsprechend dem Benutzerhandbuch von TCAS trotzdem für situationsangemessen, da die Frequenz zur Flugsicherung vorher belegt war. Die Besatzung der Tupolew wies den Lotsen trotz der Unstimmigkeiten innerhalb des Cockpits nicht auf den Widerspruch hin.
Die Unfalluntersuchung kam zu dem Ergebnis, dass das TCAS der Boeing (anders als das der Tupolew) vermutlich nicht auf die größte Reichweite eingestellt war, sodass die Piloten erst sehr spät auf die Annäherung des zweiten Flugzeugs aufmerksam wurden. Die auf beiden Flugzeugen verwendete TCAS-Anzeige hat eine einstellbare Reichweite von bis zu 40 nautischen Meilen, die akustische Warnung erfolgt dagegen erst kurz nach der Staffelungsunterschreitung. Nur so lässt sich erklären, dass sich der Kopilot der Boeing, Brent Campioni, kurz vor der ersten TCAS-Warnmeldung auf die Toilette begab und erst nach der Warnung ins Cockpit zurückgekehrt ist. Somit war der Kapitän Paul Phillips in einer entscheidenden Phase unter größten Stressbedingungen auf sich allein gestellt.
Nach einer Staffelungsunterschreitung am 31. Januar 2001 durch zwei Japan-Airlines-Flüge war ein Änderungsvorschlag zu TCAS (change proposal CP112) erlassen worden, in dem die Implementierung einer neuen Funktion vorgeschlagen wurde. Diese neue Funktion gibt den beiden Besatzungen eine Reversal Resolution Advisory, sollte eine Besatzung den Anweisungen des TCAS nicht folgen. TCAS würde in einem solchen Fall die Anweisungen an die Besatzungen exakt umkehren. In dem konkreten Fall wäre die Tupolew also zum Fortsetzen des Sinkflugs angewiesen worden, während die Boeing zum Steigflug aufgefordert worden wäre. Die Vereitelung des Vorfalls durch diese Funktion ist als „wahrscheinlich“ einzustufen.

## Stellungnahmen beteiligter Staaten
In einer Stellungnahme zu dem offiziellen Untersuchungsbericht betonte die Schweiz, dass unabhängig von der falschen Positionsangabe durch den Lotsen zum Zeitpunkt der Kollision die von dem Lotsen angeordnete Flughöhe für die Tupolew bereits um 33 Meter unterschritten worden war. Zudem stellt sie fest, dass die Sinkrate noch 1900 ft/min betrug und dass die beidseitige Ausführung der TCAS-Ratschläge zur Vermeidung des Unfalls beigetragen hätte.
Russland betonte in einer entsprechenden Stellungnahme, dass die TCAS-Ratschläge bereits aufgrund der falschen Auskunft des Fluglotsen über Konfliktverkehr über der Tupolew falsch gewirkt hatten und die falsche Auskunft des Fluglotsen dem Entscheidungsprozess der russischen Besatzung nicht dienlich gewesen war. Zudem sei die Besatzung der Boeing in der Lage gewesen, den Funkverkehr mit der Tupolew zu hören, obwohl sie bezüglich des Konflikts nicht direkt vom Fluglotsen angesprochen worden sei, und habe so eine echte Chance zur Vermeidung des Unfalls ungenutzt gelassen.

## Zivilrechtliche Auseinandersetzungen

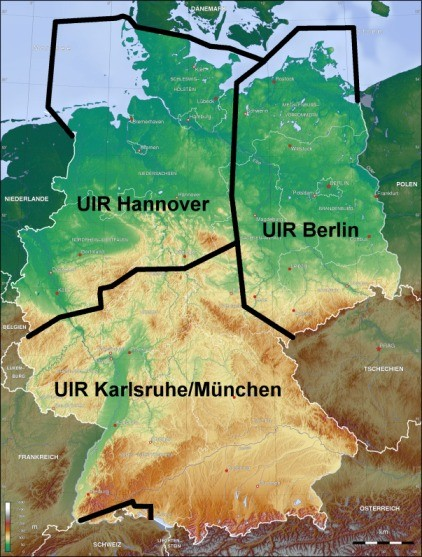
Fluginformationsgebiet Deutschland zum Zeitpunkt des Unfalls; Skyguide-Gebiet im äußersten Süden

Bashkirian Airlines reichte 2005 Klage gegen Skyguide ein, gefolgt von einer Klage gegen die Bundesrepublik Deutschland 2006 mit dem Vorwurf mangelnder Flugsicherung und Flugüberwachung. Die geforderte Schadensersatzsumme für das zerstörte Flugzeug belief sich auf 2,6 Millionen Euro. Am 27. Juli 2006 gab das Landgericht Konstanz der Bundesrepublik Deutschland die alleinige Schuld am Unfall, da die Übertragung der Flugsicherung im süddeutschen Randbereich am Bodensee an die Schweizer Flugsicherung Skyguide rechtswidrig und somit aufgrund ungültiger Verträge unwirksam sei; der Vertrag verstoße gegen die Grundgesetzvorschrift, dass die Luftverkehrsüberwachung als hoheitliche Aufgabe in bundeseigener Verwaltung geführt werden müsse. Dem Urteil zufolge muss die Bundesrepublik Deutschland alle Schadensersatzansprüche aus diesem Unfall erfüllen. Die Bundesregierung legte gegen das Urteil jedoch Berufung beim Oberlandesgericht Karlsruhe ein. 2013 kamen die seit Mai 2007 insolvente Bashkirian Airlines und die Bundesrepublik Deutschland zu einer außergerichtlichen Einigung, der Prozess vor dem Oberlandesgericht Karlsruhe wurde daraufhin eingestellt.
Bereits 2004 hatte die schweizerische Winterthur Group als Haftpflichtversicherung von Skyguide Schadensersatz in unbekannter Höhe gezahlt. In einer Klage gegen Bashkirian Airlines forderte die Winterthur wegen einer behaupteten Mitschuld der Piloten der Tupolew 60 Prozent der an die Hinterbliebenen der DHL-Crew gezahlten Abfindungen sowie des Schadenersatzes für Absturzgeschädigte am Boden in einem Volumen von rund 2,5 Millionen Euro zurück. Die Klage wurde am 18. September 2008 vom Landgericht Konstanz abgewiesen, da ein Fehlverhalten der Tupolew-Piloten „vollständig in den Hintergrund tritt und keine teilweise Mithaftung der Airline begründet“.
Am 29. Januar 2009 entschied ein Berufungsgericht in Barcelona, dass Bashkirian Airlines die Hinterbliebenen der Opfer zu entschädigen habe. Die Fluggesellschaft wurde zur Zahlung von 20.400 US-Dollar pro Opfer verurteilt. Die Hinterbliebenen hatten ursprünglich eine Entschädigung von 100.000 US-Dollar pro Opfer gefordert; dies wurde auch vom Berufungsgericht mit der Begründung abgewiesen, dass die Hauptverantwortung für den Unfall bei Skyguide zu suchen sei.

## Strafrechtliche Ahndung
Nach dem Unfall begannen die Ermittlungen der zuständigen Staatsanwaltschaften Winterthur/Unterland und Konstanz gegen die beiden diensthabenden Flugverkehrsleiter und weitere sieben Mitarbeiter von Skyguide wegen des Verdachts der fahrlässigen Tötung und anderer Straftaten. Die Staatsanwaltschaft Winterthur/Unterland erhob am 4. August 2006 vor dem Bezirksgericht Bülach Anklage gegen die Skyguide-Mitarbeiter wegen fahrlässiger Tötung und fahrlässiger Störung des öffentlichen Verkehrs. Aufgrund der Anklageerhebung und der schweizerischen Staatsbürgerschaft der Beschuldigten gab die Staatsanwaltschaft Konstanz am 7. August 2006 das Ermittlungsverfahren an die Schweizer Behörden ab.
Am 15. Mai 2007 begann vor dem Bezirksgericht Bülach bei Zürich der Strafprozess gegen acht Skyguide-Mitarbeiter, der am 4. September 2007 mit der Verurteilung der vier leitenden Angestellten unter den insgesamt acht Angeklagten wegen fahrlässiger Tötung zu Bewährungsstrafen endete.

## Konsequenzen zur Verhütung ähnlicher Vorfälle
Die erste Sicherheitsempfehlung veröffentlichte die BFU am 1. Oktober 2002, nur drei Monate nach der Kollision. In dieser Sicherheitsempfehlung wird der Internationalen Zivilluftfahrtorganisation ICAO nahegelegt, die TCAS-Kommandos zukünftig für alle Piloten verpflichtend zu machen. Dabei solle es keine Rolle spielen, ob ein Fluglotse eventuell andere, entgegengesetzte Anweisungen gibt.
Am 21. Juli 2003 wurden drei weitere Empfehlungen, die das Verhalten der Fluglotsen und verschiedene Sicherheitsvorkehrungen thematisieren, veröffentlicht. So empfiehlt die BFU, dass Wartungen an Flugsicherungssystemen ausreichend lange im Vorfeld angekündigt werden, dass immer genügend Lotsen, jedoch mindestens zwei, bei der Flugsicherung anwesend sind, und dass die Lotsen durch regelmäßige Fortbildungen immer über ein aktuelles Wissen verfügen.
Am 19. Mai 2004 hat die BFU weitere Sicherheitsempfehlungen herausgegeben. Die wichtigsten Empfehlungen beziehen sich dabei auf das STCA, das bodengestützte Kollisionswarnsystem. So sollte jeder Lotse über einen eventuellen Ausfall des STCA eindeutig auf seinem Radarschirm informiert werden. Zudem sollte das akustische Signal, das das STCA ausgibt, auf eine festgesetzte Lautstärke eingestellt sein, die nicht überhört werden kann. Dieses im Alarmfall ertönende akustische Signal könnte ausgeschaltet werden, was jedoch von dem entsprechenden Lotsen formal quittiert werden sollte. Zudem empfiehlt die BFU, dass das Telefonsystem immer zu funktionieren habe und bei Wartungen gegebenenfalls ein Ersatzsystem installiert werden müsse.
Außerdem wurde der Hersteller des TCAS dazu angehalten, die Systemphilosophie von TCAS noch eindeutiger darzustellen, damit es zu keinen derartigen Missverständnissen, wie sie am 1. Juli 2002 geschehen sind, mehr kommen könne.

## Tötung des diensthabenden Fluglotsen
Am 24. Februar 2004 wurde der beim Unfall dienstleitende Fluglotse Peter Nielsen von dem Russen Witali Kalojew, dessen Frau und zwei Kinder bei der Kollision ums Leben gekommen waren, in Kloten bei seinem Haus erstochen. Das Obergericht des Kantons Zürich verurteilte den Täter wegen vorsätzlicher Tötung zu acht Jahren Haft. Die gegen dieses Urteil eingelegte Nichtigkeitsbeschwerde wurde vom Kassationsgericht des Kantons Zürich teilweise gutgeheißen. Das Obergericht reduzierte daraufhin die Strafe im Juli 2007 auf fünf Jahre und drei Monate, da Kalojew eine stark verminderte Zurechnungsfähigkeit zugeschrieben wurde. Dagegen legte die Staatsanwaltschaft Beschwerde beim Bundesgericht ein. Am 8. November 2007 bestätigte dieses jedoch die Strafe von fünf Jahren und drei Monaten. Kalojew, der zwei Drittel der Strafe bereits abgesessen hatte, wurde daraufhin aus der Haft entlassen.
Nach seiner Haftentlassung kehrte Witali Kalojew in seine Heimat zurück; dort wurde er, insbesondere von hunderten Mitgliedern der Jugendorganisation Naschi, empfangen und gefeiert.

## Gedenken und Völkerverständigung

### Gedenkstätte in Brachenreuthe
Lage der Gedenkstätte

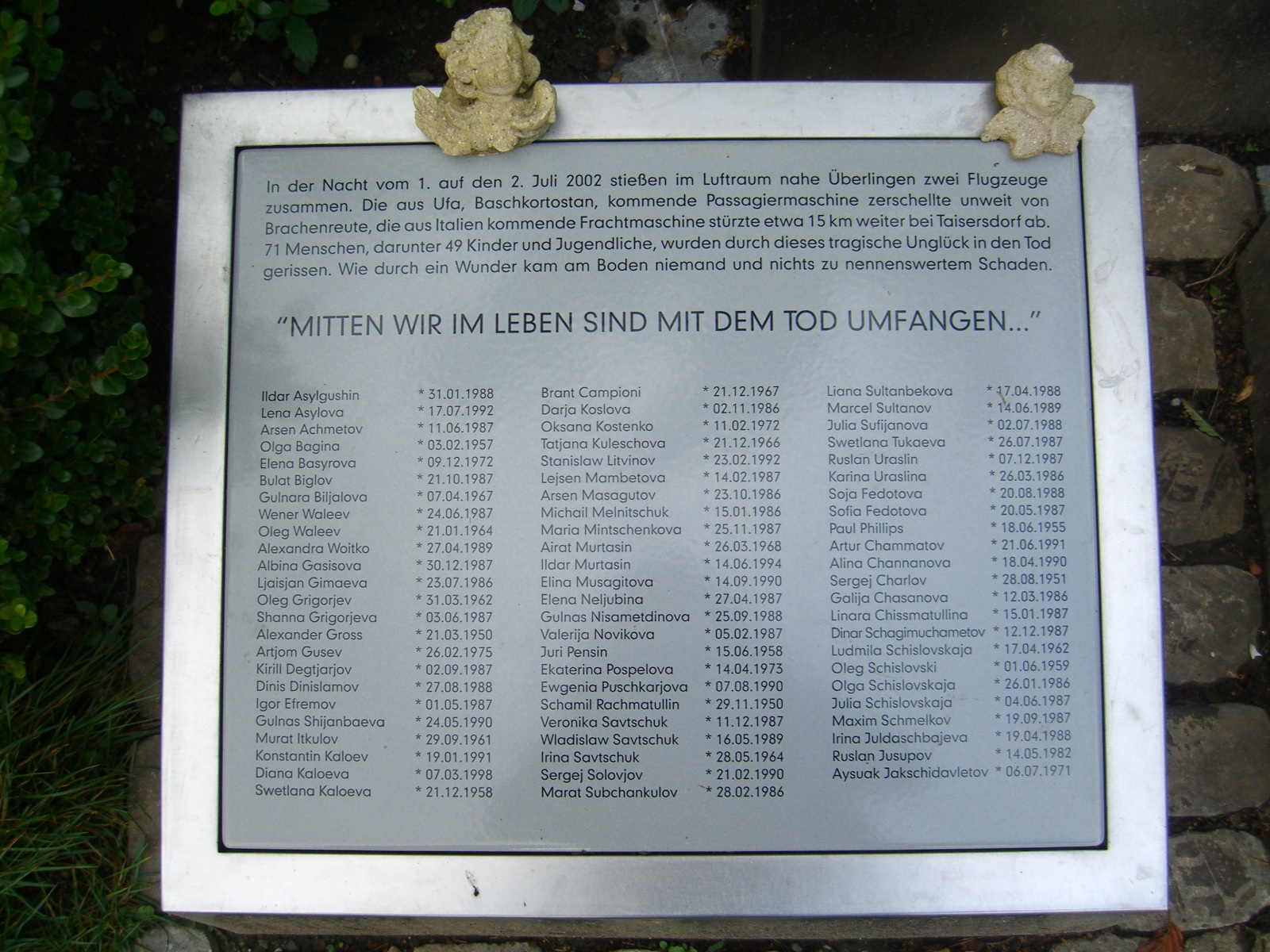
„Mitten wir im Leben sind mit dem Tod umfangen…“: Gedenktafel mit den Namen der 71 Opfer

Im Überlinger Stadtteil Brachenreuthe wurde der Rumpf der Tupolew gefunden, und dort wurden die meisten Todesopfer dieses Flugzeugabsturzes geborgen. Nachdem die Bergungs- und Aufräummaßnahmen abgeschlossen waren, schrieb das Wissenschaftsministerium Baden-Württemberg die Errichtung einer Gedenkstätte aus. Diese wurde nach einer Auswahl durch eine Jury in Brachenreuthe errichtet und am 3. Mai 2004 eingeweiht.
Die Gedenkstätte liegt nordwestlich von Überlingen und ist über die Abfahrt Brachenreuthe der Bundesstraße 31n bzw. die Abfahrt Richtung Nesselwangen der Bundesstraße 31 zu erreichen. Sie steht unter dem Titel Memento mori – Mitten wir im Leben sind mit dem Tod umfangen, nach dem Lied von Martin Luther.
Die Skulptur Die zerrissene Perlenkette wurde von Andrea Zaumseil gestaltet. Hohle Edelstahlkugeln mit etwa 1 Meter Durchmesser in der Wiese liegend, teilweise durch Stahlseile verbunden sind, erinnern an eine zerrissene Perlenkette. Das Denkmal erinnert an die Opfer und drückt das Mitgefühl der vom Unfall verschonten Menschen der Region aus.

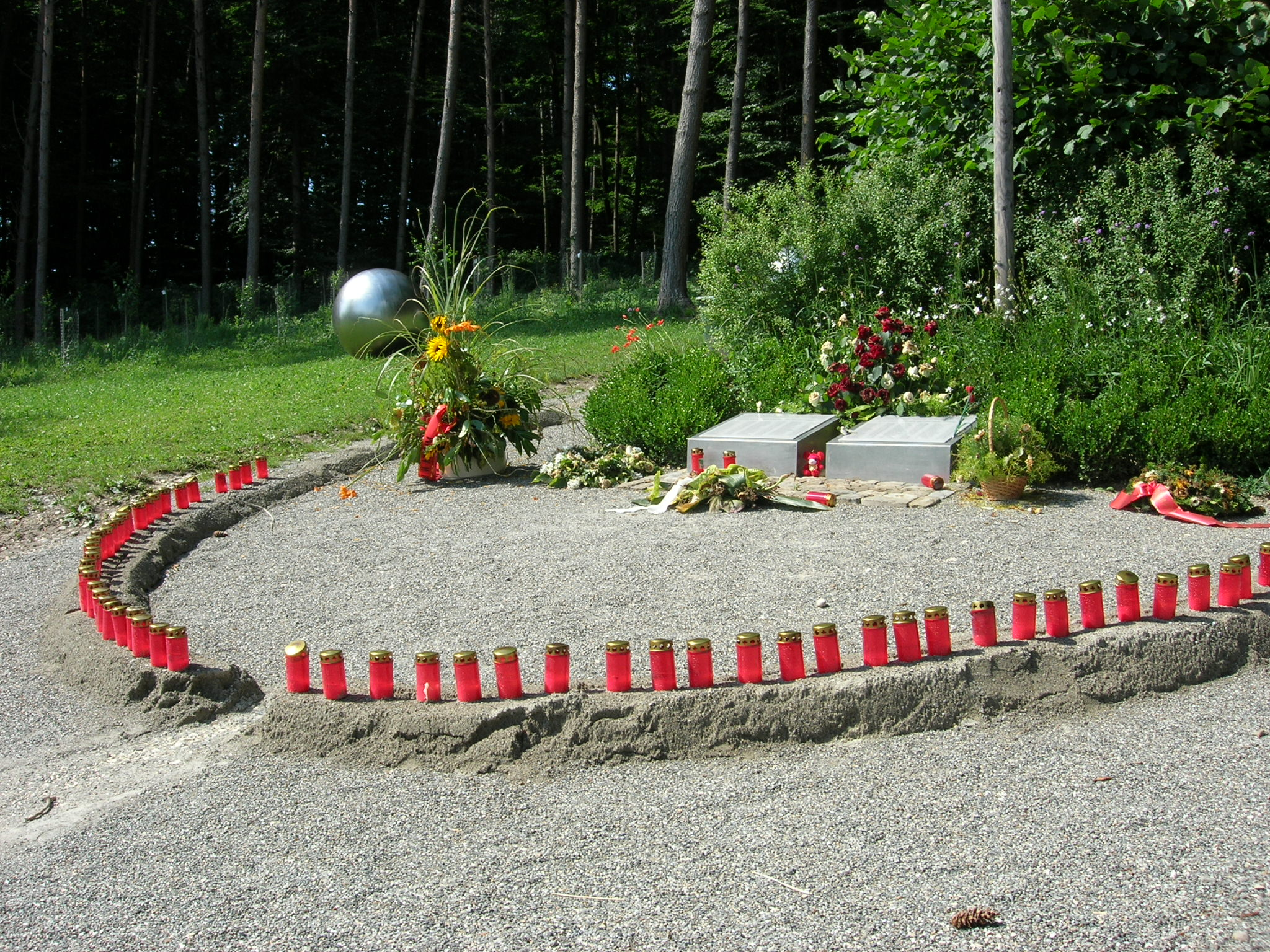
Rote Kerzen an der Gedenkstätte in Überlingen
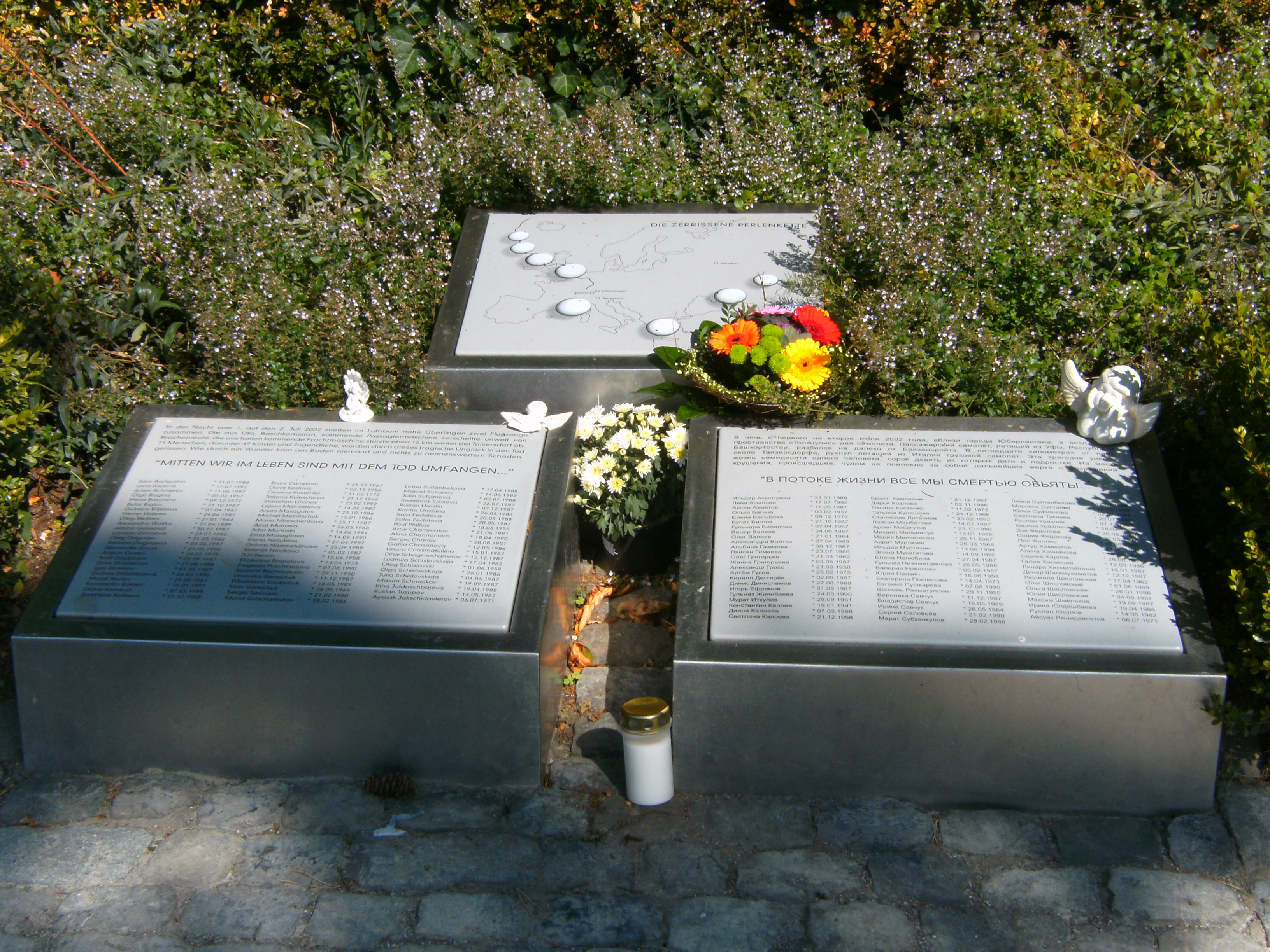
Namenstafeln, Blumen der Angehörigen
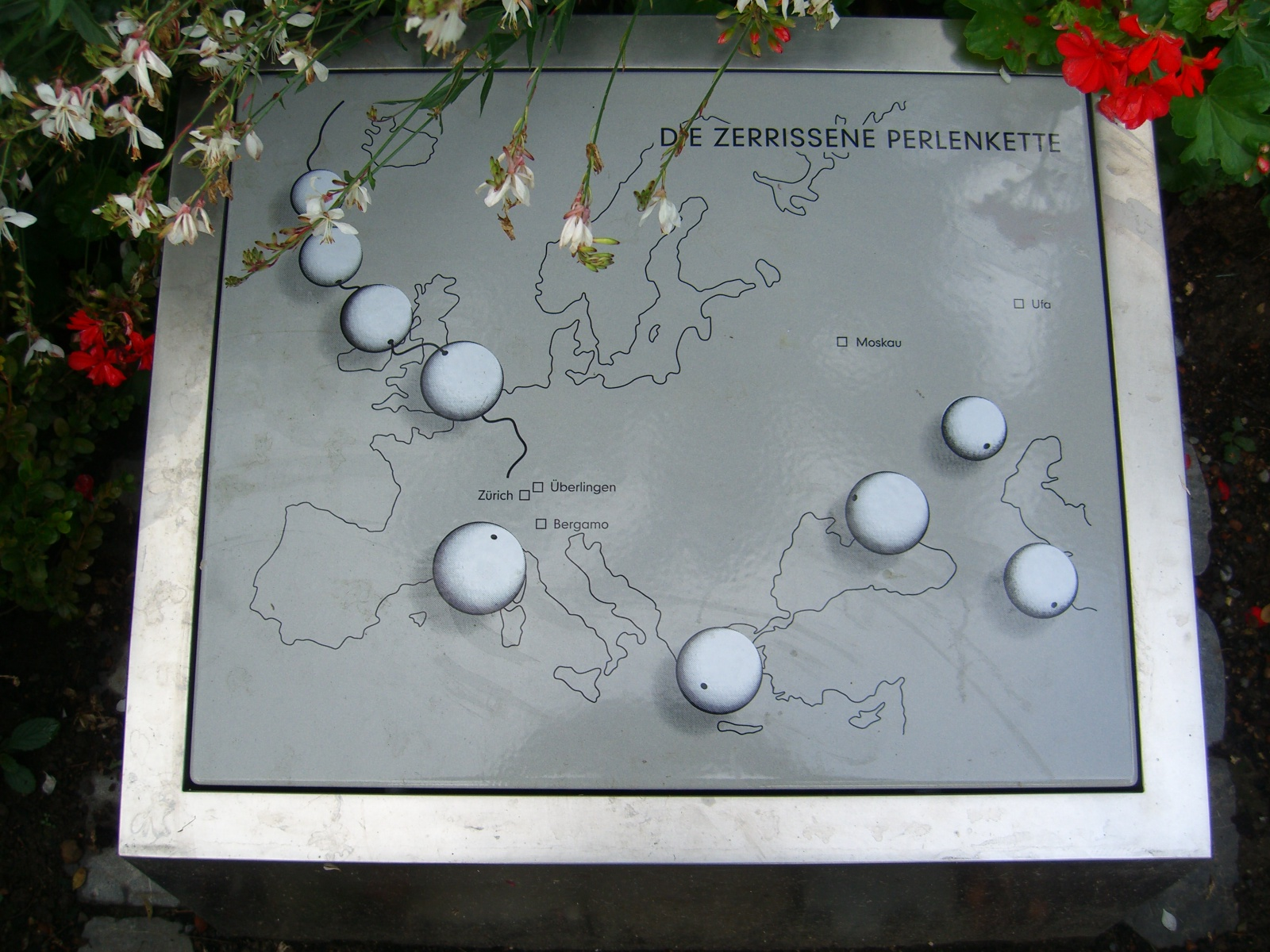
Gedenktafel „Die zerrissene Perlenkette“
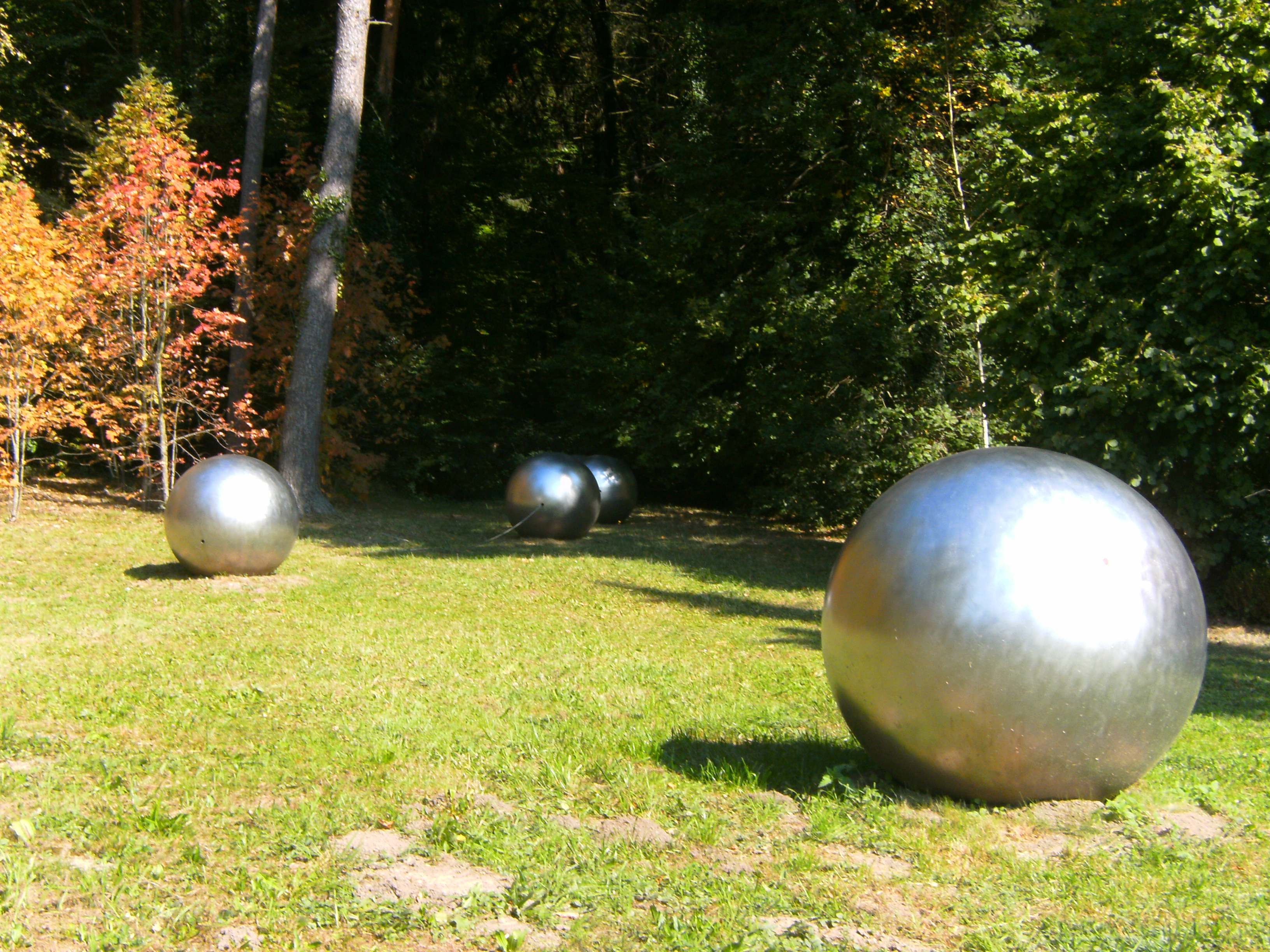
Zerrissene Perlenkette

Für die Anteilnahme, Hilfe und das Gedenken der Überlinger Bevölkerung sind die Hinterbliebenen der Absturz-Opfer dankbar. Angehörige aus dem 4000 Kilometer entfernten Baschkirien besuchen die Erinnerungsstätte. Neben dem Denkmal haben die Angehörigen 71 Birken und Eschen als Erinnerung an die 71 Toten des Unfalls gepflanzt. Als Dank für die Hilfsbereitschaft der Überlinger Bevölkerung wurden von den Hinterbliebenen am 4. November 2017 zwanzig Sibirische Zirbelkiefern am Nordhang gegenüber dem Denkmal gepflanzt. Alle fünf Jahre gibt es eine Gedenkfeier an der Absturzstelle.

### Gedenkstätte Owingen-Taisersdorf
Lage der Gedenkstätte
Das Cockpit der DHL-Maschine schlug beim Owinger Ortsteil Taisersdorf auf. Die Gedenkstätte liegt an der K 7788 von Owingen Richtung Taisersdorf hinter dem Hof Happenmühle, rechts der Straße in einem von Bäumen bewachsenen Gebiet. Ein Gedenkstein mit Gedenktafel und eine weitere Kugel der zerrissenen Perlenkette markieren den Ort und erinnern an die beiden Piloten der DHL-Frachtmaschine.

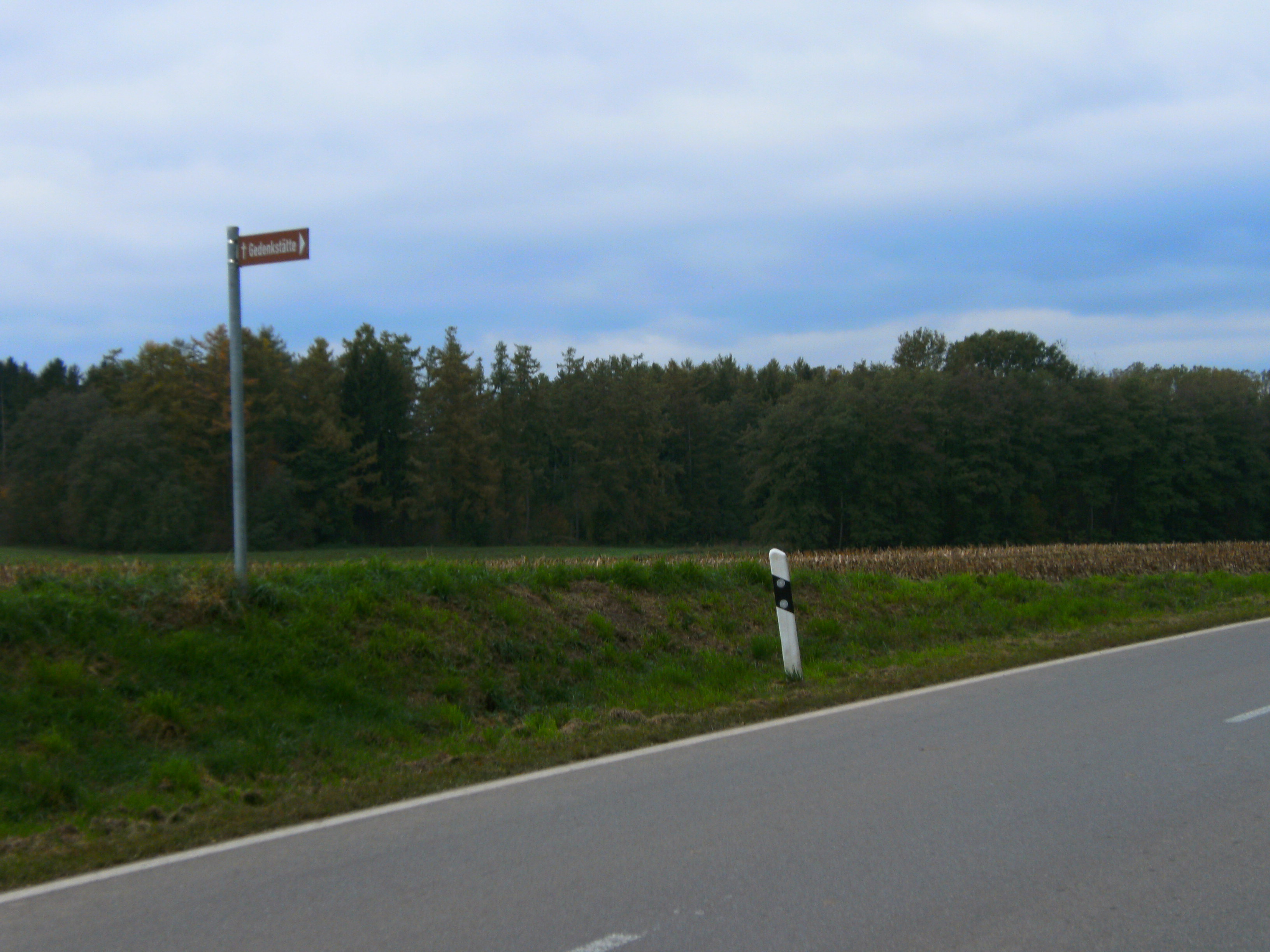
Absturzstelle des DHL-Flugzeugs: Hinweistafel auf die Gedenkstätte
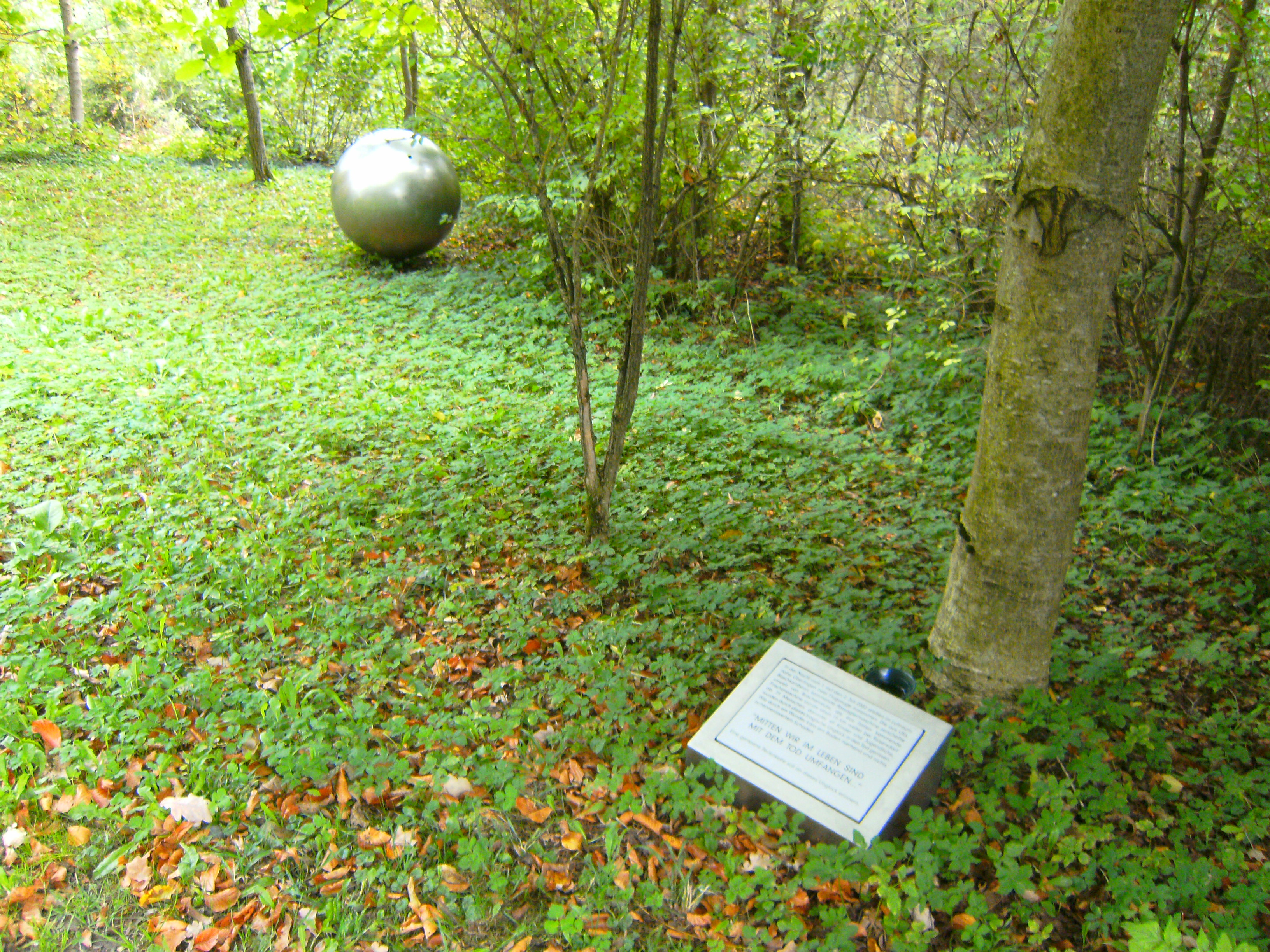
Erinnerungstafel und Kugel
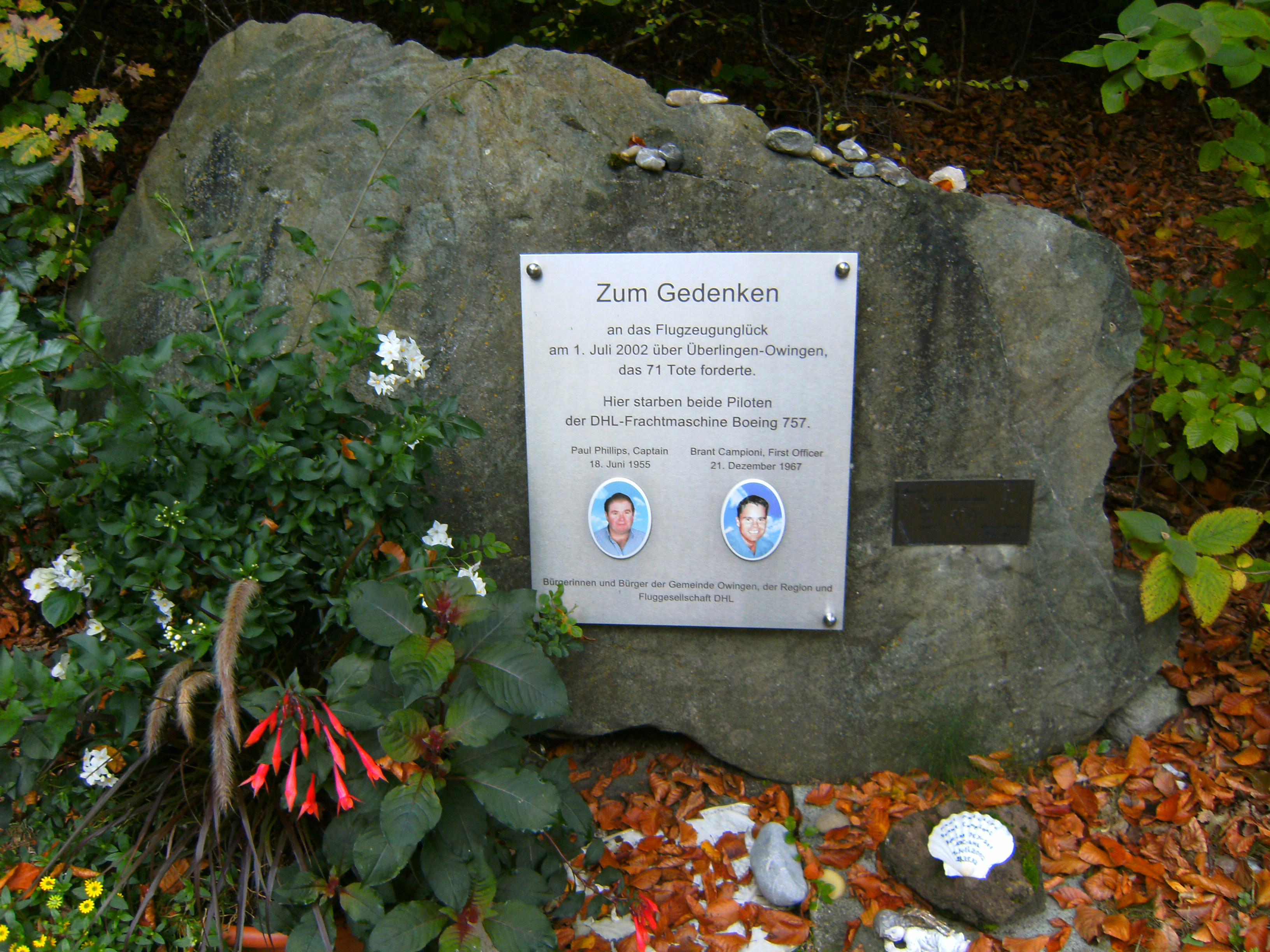
Stein zum Gedenken an die Piloten

### Gedenkstätte in der Schweiz bei Skyguide

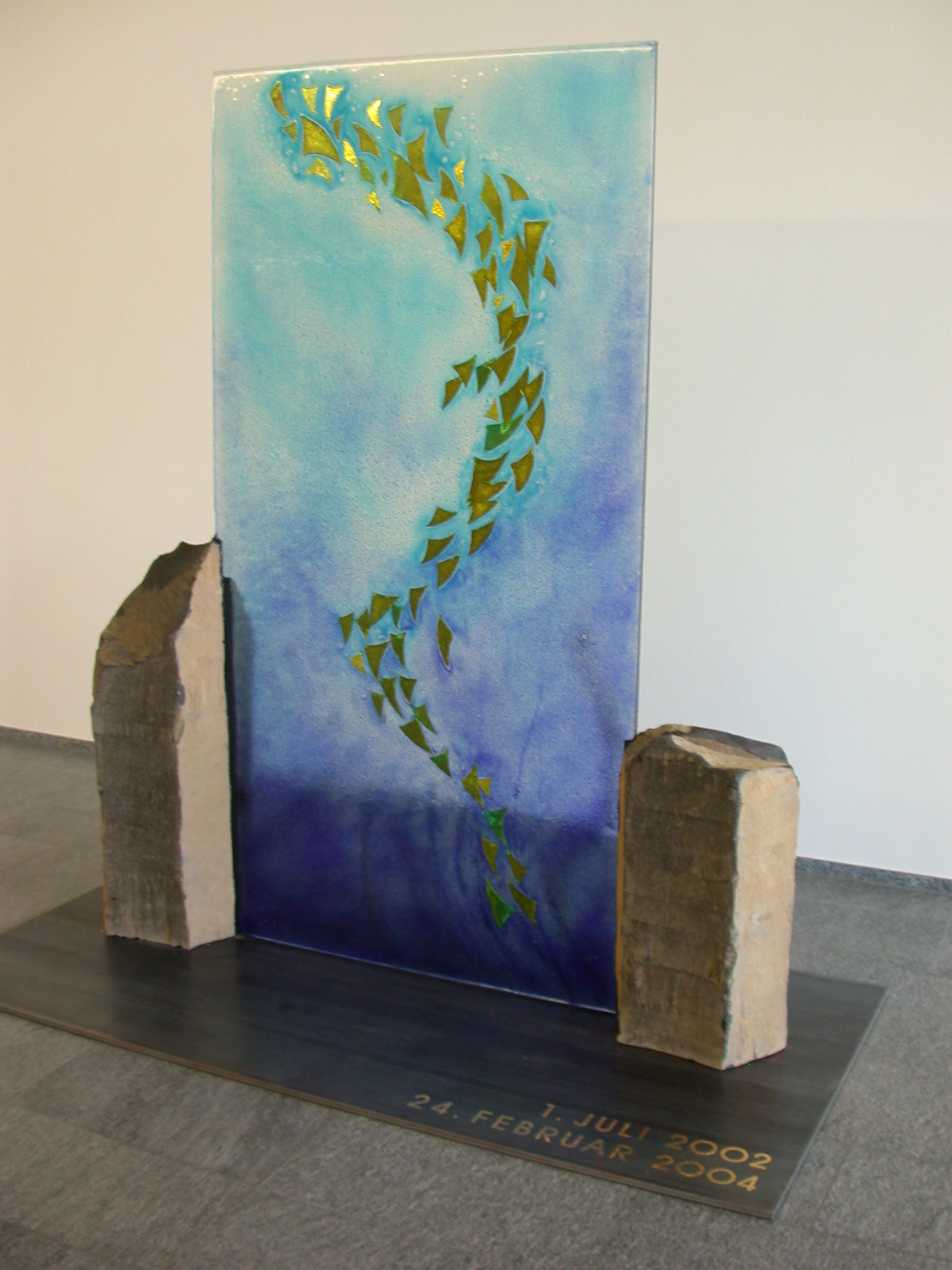
Denkmal im Skyguide-Gebäude in Dübendorf

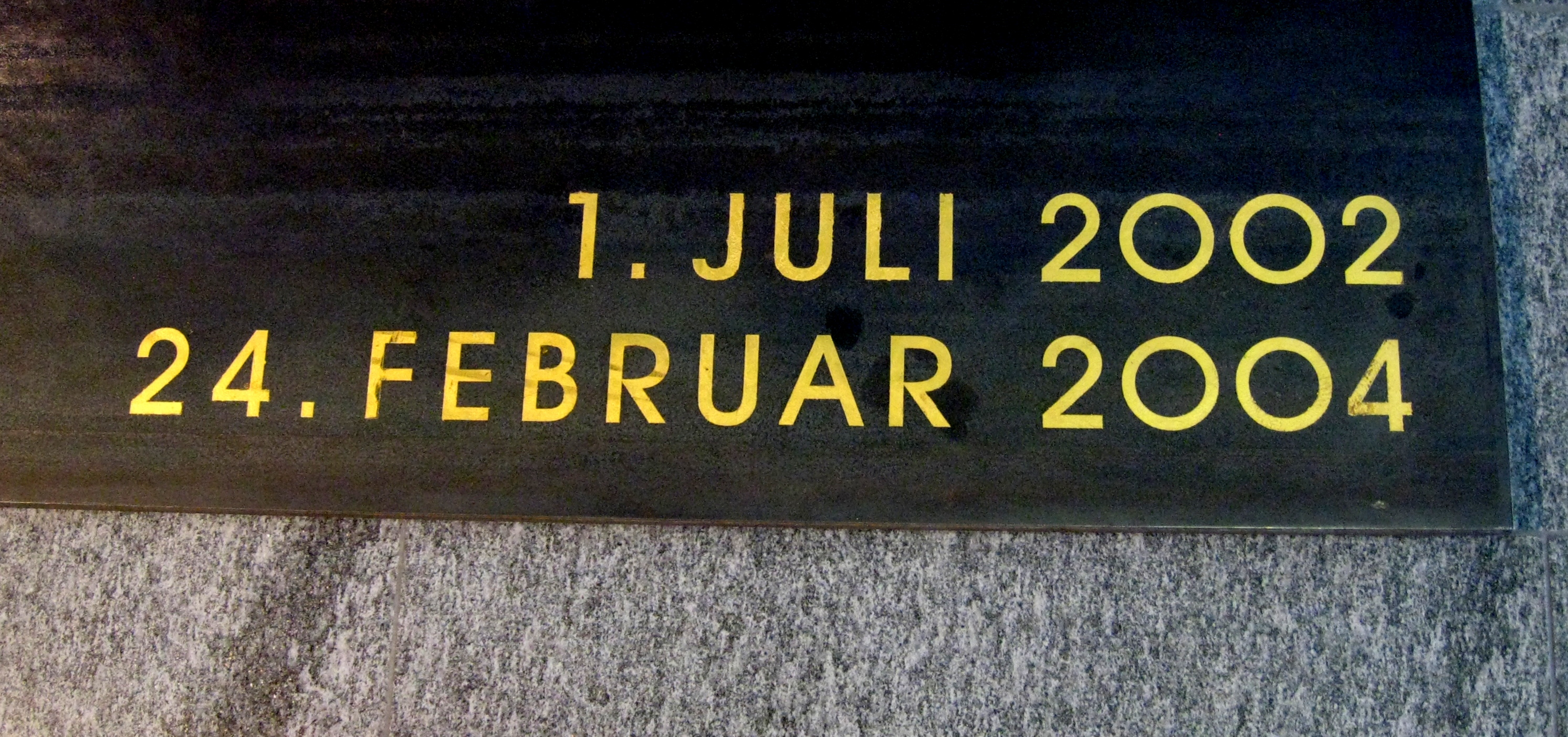
Detailansicht des Denkmals im Skyguide-Gebäude

Eine weitere Gedenkstätte für den Flugzeugunfall und das Andenken an den getöteten Fluglotsen wurde in der Schweiz bei der Flugsicherung Skyguide am 1. Juli 2006 eingeweiht. Die Überlinger Künstlerin Daniela Einsdorf gestaltete zuvor schon die jeweiligen Gedenkfeiern zu den Jahrestagen des Unfalls in Überlingen. Sie bekam von Skyguide den Auftrag, eine würdige Skulptur in die Eingangshalle der Zentrale in der Schweiz in Dübendorf zu entwerfen und auszuführen. Die Skulptur ist zwei Meter hoch und anderthalb Meter breit und aus blauem Glas. Sie wird von zwei Stelen aus Basalt getragen und steht auf einer Eisenplatte. Auf ihr sind die Daten des Flugzeugunfalls vom 1. Juli 2002 und der Tötung des Fluglotsen vom 24. Februar 2004 in Blattgold eingelegt. In die Glasplatte eingeschmolzen sind 72 goldschimmernde Flügelsymbole, welche die 71 Opfer des Unfalls und den getöteten Fluglotsen Peter Nielsen repräsentieren.

### Gedenkstätte in der Heimat der ums Leben gekommenen Passagiere
Auch in der baschkirischen Hauptstadt Ufa wurde ein Denkmal errichtet. Am dortigen Südfriedhof sind 55 der Opfer, darunter 40 Kinder und Jugendliche, bestattet. Die Grabsteine sind in vier Reihen vor dem Denkmal angeordnet. Der von einem kleinen Zaun eingerahmte Platz ist rot gepflastert. Eine das Denkmal umgebende Fläche sowie die einzelnen Gräber sind, als Symbol der Hoffnung, mit Gras bewachsen, eingerahmt mit schwarzem Stein. Der Grabstein trägt jeweils eingraviert das Bild des Verstorbenen, den Namen und die Lebensdaten. Rechts oben in der Ecke deutet ein kleiner Halbmond die muslimische Glaubenszugehörigkeit an, ein Kreuz die christliche. Bei einem weiteren Drittel fehlt ein Symbol. Auf der Rückseite ist ein kurzer Text eingraviert.

### Brücke nach Ufa
Die Initiative Brücke nach Ufa wurde 2002 gegründet und entwickelte sich zum Verein Freundeskreis „Brücke nach Ufa“ mit 30 Mitgliedern. Nach der Flugzeugkatastrophe dient er der Völkerverständigung, dem Wissenstransfer durch Begegnungsprojekte und dem Schüleraustausch zwischen der Marie Curie Schule (ehemals Jörg-Zürn-Gewerbeschule) in Überlingen und dem Gymnasium 39 in Ufa.

## Umsetzungen für Film, Bühne und Radio
Die Katastrophe von Überlingen wurde in der kanadischen Fernsehserie Mayday – Alarm im Cockpit mit dem englischen Titel Deadly Crossroads und dem deutschen Titel Flugzeugkollision von Überlingen gezeigt. In nachgestellten Szenen, Animationen sowie Interviews mit Hinterbliebenen und Ermittlern wurde über die Vorbereitungen, den Ablauf und die Hintergründe des Fluges berichtet.
Auch die Dokumentationsserie Sekunden vor dem Unglück rekonstruierte die Katastrophe von Überlingen.
Der Spielfilm Flug in die Nacht – Das Unglück von Überlingen des Regisseurs Till Endemann aus dem Jahr 2009 beschäftigt sich mit dem Unfall und den Nachwirkungen bis zum Tode des Fluglotsen.
Das Theaterstück Menschliches Versagen des Schweizer Dramatikers Lukas Holliger behandelt die Katastrophe von Überlingen und wurde am Stadttheater Konstanz uraufgeführt. Eine Hörspielfassung des Stücks, produziert von SFR, SWR und Regisseur Stephan Heilmann war unter den drei Finalisten für den Hörspielpreis der Kriegsblinden 2013.
Auch das deutsche Filmdrama 10 Sekunden orientiert sich inhaltlich an der Katastrophe und der im Zusammenhang stehenden vorsätzlichen Tötung des Fluglotsen.
Der Hollywood-Film Vendetta – Alles was ihm blieb war Rache (im Original: Aftermath) mit Arnold Schwarzenegger in der Rolle des trauernden Vaters verlegt den Unfall in die USA.
In Folge 48 der Hörspiel-Serie Offenbarung 23 namens Das brisanteste Paket der Welt wird auf Basis des Vorfalls eine alternative Verschwörungstheorie behandelt.
Die russische Künstlerin Gulyas Galimullina drehte über die Ereignisse den Dokumentarfilm The Flight to Paradise (deutsche Fassung: Haus am See).
Das 2018 veröffentlichte russische Filmdrama Непрощенный (Neproshchennyy – Unverfänglich) beschäftigt sich mit der Geschichte des verzweifelten Vaters Witali Kalojew und seinem Rachemord am verantwortlichen Fluglotsen.
Im Jahr 2021 veröffentlichte die Kölner Parasitenpresse den Mikro-Roman Frame, in dem sich der Schriftsteller Thomas Podhostnik literarisch aus der Sicht eines jungen Kameramanns mit der Flugzeugkollision von Überlingen auseinandersetzt.